# Rubus discernendus
Rubus discernendus är en rosväxtart som först beskrevs av Henri L. Sudre, och fick sitt nu gällande namn av Henri L. Sudre. Rubus discernendus ingår i släktet rubusar, och familjen rosväxter. Inga underarter finns listade i Catalogue of Life.